# Françoise Blanchard
Françoise Blanchard (Saint-Mandé, Valle del Marne, 6 de junio de 1954 - 29 de mayo de 2013) fue una actriz francesa más conocida por su papel en la película de terror de 1982 de Jean Rollin, La Morte Vivante. Sus otros créditos cinematográficos incluyen Les Trottoirs de Bangkok y La Nuit des Horloges (La Noche de los relojes), ambas películas dirigidas también por Rollin.

## Filmografía
| Año  | Película                           | Papel                 | Notas                                                                                |
| ---- | ---------------------------------- | --------------------- | ------------------------------------------------------------------------------------ |
| 1979 | Les Joyeuses Colonies De Vacances  | L'infirmière          |                                                                                      |
| 1980 | Une Si Jolie Petite Fille          |                       |                                                                                      |
| 1980 | Une Maison Bien Tranquille         |                       |                                                                                      |
| 1980 | L'oasis Des Filles Perdues         | Annie                 | otro título – Policía Destino Oasis                                                  |
| 1980 | Les Brigades Roses                 |                       |                                                                                      |
| 1980 | La Maison Tellier                  | La Veuve              |                                                                                      |
| 1980 | Caligula Et Messaline              | Agrippina             | otros títulos – Caligula y Messalina, La perversión de Calígula                      |
| 1982 | Revenge In The House Of Usher      | Melissa               | otro título – Zombie 5                                                               |
| 1982 | La Morte Vivante                   | Catherine Valmont     | otros títulos – La chica muerta viviente, Señora Drácula, Reina Zombie               |
| 1982 | Nerone E Poppea                    |                       | otros títulos – Calígula reencarnado como Nero, Nerón y Poppea: una orgía de energía |
| 1982 | N'oubile Pas Ton Père Au Vestiaire | Juliette              |                                                                                      |
| 1982 | Les P'tites Têtes                  |                       |                                                                                      |
| 1983 | On L'appelle Catastrophe           | La Fille              |                                                                                      |
| 1983 | L'émir Préfère Les Blondes         | Sylvie                |                                                                                      |
| 1984 | Venus                              | Annie                 |                                                                                      |
| 1984 | Les Trottoirs de Bangkok           | Claudine              | otro título – Las aceras de Bangkok                                                  |
| 1985 | Le Facteur De Saint Tropez         | Maria Ficelle         |                                                                                      |
| 1985 | Y'a Pas Le Feu...                  | Juliette              |                                                                                      |
| 1986 | Sida, La Peste Del Siglo XX        |                       |                                                                                      |
| 1986 | Les Amazones Du Temple D'or        | Amazon                | otros títulos – Amazonas en el templo de oro, Templo de oro Amazonas                 |
| 1991 | À La Poursuite De Barbara          |                       | otro título – Persiguiendo a Barbara                                                 |
| 1997 | Alliance Cherche Doigt             | La Femme De Chaneloup |                                                                                      |
| 2007 | La Nuit Des Horloges               |                       | otro título – La Noche de los relojes                                                |

| Año  | Título          | Papel | Notas                                             |
| ---- | --------------- | ----- | ------------------------------------------------- |
| 1993 | "Souris Souris" |       | otro título – Los cuentos de hadas de los dientes |